# Piaski (Bobrówka)
Piaski – nazwa niestandaryzowana, przysiółek wsi Bobrówka, w Polsce, województwie podlaskim, w powiecie monieckim, w gminie Jaświły.
Piaski położone są w północno-wschodniej części wsi, wzdłuż drogi na Kumiałę.
Wspólnota mieszkańców przysiółka Piaski stanowi sołectwo, którego nazwa brzmi: Piaski.
Sołtysem Piasków jest od 16 czerwca 2021 Sławoj Leszek Głódź, wcześniej członek Rady Sołeckiej. Na sołtysa wybrany został jednogłośnie przy frekwencji 25% spośród 36 uprawnionych do głosu. Jego poprzednikiem na urzędzie był Edward Klisz.